# Campeonato Mundial de Dardos de la PDC
El Campeonato Mundial de Dardos de la PDC es un campeonato mundial de dardos que se disputa cada año y está organizado por la Corporación Profesional de Dardos (Professional Darts Corporation, PDC). Su primera edición tuvo lugar en 1994, tras la creación de la PDC un año antes, con la intención de sustituir al Campeonato Mundial de Dardos de la BDO. El vigente campeón es el inglés Luke Littler tras su victoria en la edición de 2025.

## Resultados

### Competición masculina
| Año  | Ganador               | Resultado | Finalista             | Localización              |
| ---- | --------------------- | --------- | --------------------- | ------------------------- |
| 1994 | Dennis Priestley      | 6–1       | Phil Taylor           | Circus Tavern, Purfleet   |
| 1995 | Phil Taylor           | 6–2       | Rod Harrington        | Circus Tavern, Purfleet   |
| 1996 | Phil Taylor           | 6–4       | Dennis Priestley      | Circus Tavern, Purfleet   |
| 1997 | Phil Taylor           | 6–3       | Dennis Priestley      | Circus Tavern, Purfleet   |
| 1998 | Phil Taylor           | 6–0       | Dennis Priestley      | Circus Tavern, Purfleet   |
| 1999 | Phil Taylor           | 6–2       | Peter Manley          | Circus Tavern, Purfleet   |
| 2000 | Phil Taylor           | 7–3       | Dennis Priestley      | Circus Tavern, Purfleet   |
| 2001 | Phil Taylor           | 7–0       | John Part             | Circus Tavern, Purfleet   |
| 2002 | Phil Taylor           | 7–0       | Peter Manley          | Circus Tavern, Purfleet   |
| 2003 | John Part             | 7–6       | Phil Taylor           | Circus Tavern, Purfleet   |
| 2004 | Phil Taylor           | 7–6       | Kevin Painter         | Circus Tavern, Purfleet   |
| 2005 | Phil Taylor           | 7–4       | Mark Dudbridge        | Circus Tavern, Purfleet   |
| 2006 | Phil Taylor           | 7–0       | Peter Manley          | Circus Tavern, Purfleet   |
| 2007 | Raymond van Barneveld | 7–6       | Phil Taylor           | Circus Tavern, Purfleet   |
| 2008 | John Part             | 7–2       | Kirk Shepherd         | Alexandra Palace, Londres |
| 2009 | Phil Taylor           | 7–1       | Raymond van Barneveld | Alexandra Palace, Londres |
| 2010 | Phil Taylor           | 7–3       | Simon Whitlock        | Alexandra Palace, Londres |
| 2011 | Adrian Lewis          | 7–5       | Gary Anderson         | Alexandra Palace, Londres |
| 2012 | Adrian Lewis          | 7–3       | Andy Hamilton         | Alexandra Palace, Londres |
| 2013 | Phil Taylor           | 7–4       | Michael van Gerwen    | Alexandra Palace, Londres |
| 2014 | Michael van Gerwen    | 7–4       | Peter Wright          | Alexandra Palace, Londres |
| 2015 | Gary Anderson         | 7–6       | Phil Taylor           | Alexandra Palace, Londres |
| 2016 | Gary Anderson         | 7–5       | Adrian Lewis          | Alexandra Palace, Londres |
| 2017 | Michael van Gerwen    | 7–3       | Gary Anderson         | Alexandra Palace, Londres |
| 2018 | Rob Cross             | 7–2       | Phil Taylor           | Alexandra Palace, Londres |
| 2019 | Michael van Gerwen    | 7–3       | Michael Smith         | Alexandra Palace, Londres |
| 2020 | Peter Wright          | 7–3       | Michael van Gerwen    | Alexandra Palace, Londres |
| 2021 | Gerwyn Price          | 7–3       | Gary Anderson         | Alexandra Palace, Londres |
| 2022 | Peter Wright          | 7–5       | Michael Smith         | Alexandra Palace, Londres |
| 2023 | Michael Smith         | 7–4       | Michael van Gerwen    | Alexandra Palace, Londres |
| 2024 | Luke Humphries        | 7–4       | Luke Littler          | Alexandra Palace, Londres |
| 2025 | Luke Littler          | 7–3       | Michael van Gerwen    | Alexandra Palace, Londres |

### Competición femenina
| Año  | Ganadora       | Resultado | Finalista     | Localización                |
| ---- | -------------- | --------- | ------------- | --------------------------- |
| 2010 | Stacy Bromberg | 6–5       | Tricia Wright | Empress Ballroom, Blackpool |

## Finalistas
| Jugador               | 1.º | 2.º |
| --------------------- | --- | --- |
| Phil Taylor           | 14  | 5   |
| Michael van Gerwen    | 3   | 4   |
| Gary Anderson         | 2   | 3   |
| Adrian Lewis          | 2   | 1   |
| John Part             | 2   | 1   |
| Peter Wright          | 2   | 1   |
| Dennis Prietsley      | 1   | 4   |
| Michael Smith         | 1   | 2   |
| Raymond van Barneveld | 1   | 1   |
| Luke Littler          | 1   | 1   |
| Rob Cross             | 1   | 0   |
| Gerwyn Price          | 1   | 0   |
| Luke Humphries        | 1   | 0   |
| Peter Manley          | 0   | 3   |
| Mark Dudbridge        | 0   | 1   |
| Andy Hamilton         | 0   | 1   |
| Rod Harrington        | 0   | 1   |
| Kevin Painter         | 0   | 1   |
| Kirk Sepherd          | 0   | 1   |
| Simon Whitlock        | 0   | 1   |